# Kolga-Jaani (plaats)
Kolga-Jaani (Duits: Klein-St. Johannis) is een plaats in de Estische provincie Viljandimaa, behorend tot de gemeente Viljandi vald. De plaats heeft de status van alevik (vlek).
Tot oktober 2017 was Kolga-Jaani de hoofdplaats van de gelijknamige gemeente. In die maand werd de gemeente Kolga-Jaani bij de gemeente Viljandi vald gevoegd.

## Bevolking
De plaats had 393 inwoners op 31 december 2011 en 395 inwoners op 31 december 2021.

## Ligging
De Tugimaantee 51, de secundaire weg van Viljandi naar Põltsamaa, komt door Kolga-Jaani. De plaats ligt op ca. 2,5 km van de grens tussen de provincies Viljandimaa en Jõgevamaa.

## Geschiedenis

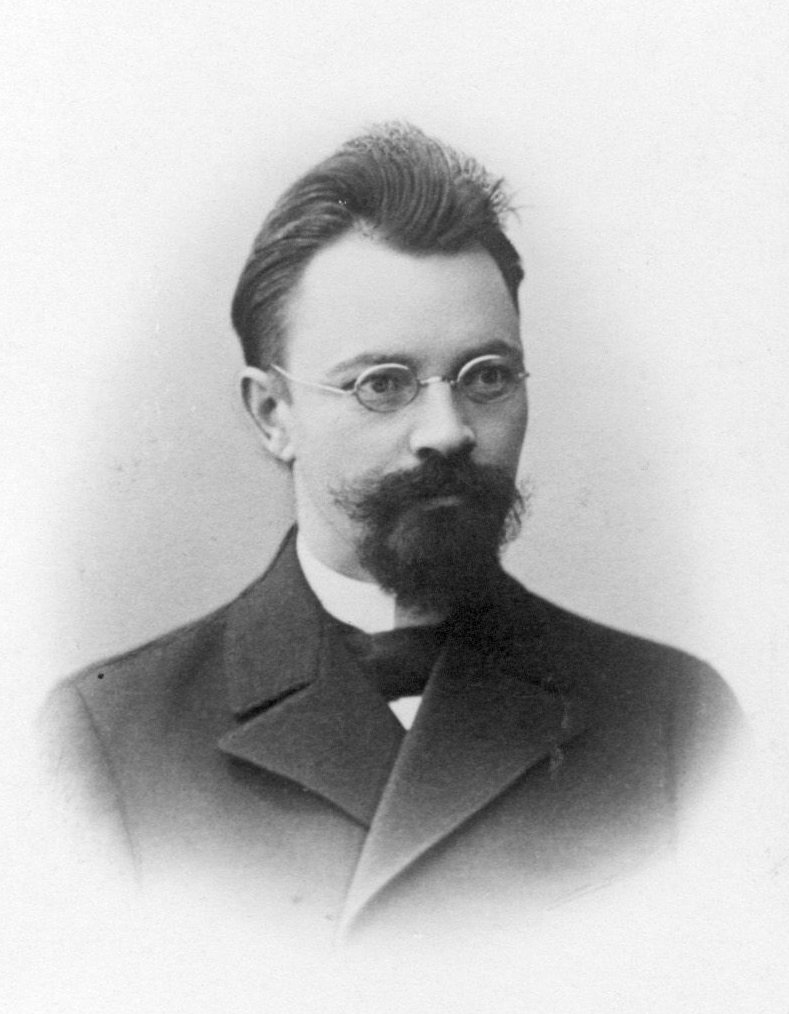
Villem Reiman

De kerk van Sint-Johannes (Estisch: Kolga-Jaani Johannese kirik, vernoemd naar de apostel Johannes, is ouder dan de plaats. De kerk is gebouwd in de tweede helft van de 14e eeuw en werd op het eind van de 16e eeuw, tijdens de Lijflandse Oorlog, vernield. In het midden van de 17e eeuw werd de kerk opnieuw opgebouwd. Het kerspel werd ‘Klein-Sankt Johannis’ genoemd ter onderscheid van Groß-Sankt Johannis, het kerspel van Suure-Jaani. De Estische naam Kolga-Jaani gaat terug op het woord kolgas, ‘afgelegen oord’.
Ook tijdens de Grote Noordse Oorlog (1700-1721) liep de kerk schade op. De kerk kwam de oorlog uit zonder dak. Pas in 1742 kreeg ze een nieuw dak. In 1875 kreeg de kerk een nieuwe toren in neogotische stijl. Villem Reiman, kenner van de Estische cultuur en literatuur en een van de grondleggers van de Estische onafhankelijkheidsbeweging, was tussen 1890 en zijn dood in 1917 dominee in deze kerk. Hij ligt begraven op het kerkhof ten zuidoosten van de dorpskern.
De plaats Kolga-Jaani ontstond pas tegen het eind van de 19e eeuw als nederzetting bij de kerk. Rond 1945 kreeg ze de status van vlek.
Het dorp Lalsi, 8,5 km ten zuidoosten van Kolga-Jaani, heeft een orthodoxe kerk, die wel Kolga-Jaani Püha Nikolause kirik (Kerk van de Heilige Nicolaas van Kolga-Jaani) wordt genoemd. Ze is aangesloten bij de Estische Apostolisch-Orthodoxe Kerk.